# John H. Rice
John Hovey Rice (* 5. Februar 1816 in Mount Vernon,  Kennebec County, Massachusetts; † 14. März 1911 in Chicago, Illinois) war ein US-amerikanischer Politiker. Zwischen 1863 und 1867 vertrat er den Bundesstaat Maine im US-Repräsentantenhaus.

## Werdegang
John Rice wurde 1816 in Mount Vernon geboren, das damals noch zu Massachusetts gehörte. Seit 1820 liegt der Ort im damals neu geschaffenen Staat Maine. Er besuchte die öffentlichen Schulen seiner Heimat und arbeitete dann zwischen 1831 und 1841 im Grundbuchamt in Augusta. Außerdem wurde Rice im Handel tätig. Zeitweise war er auch stellvertretender Sheriff in seiner Heimat. Während eines Grenzstreits mit Kanada im Jahr 1838, dem sogenannten Aroostook-Krieg, war er im Stab von General Bachelor. 1843 zog John Rice in das Piscataquis County.
Nach einem Jurastudium und seiner im Jahr 1848 erfolgten Zulassung als Rechtsanwalt begann er in seinem neuen Beruf zu praktizieren. Zwischen 1852 und 1860 war er Bezirksstaatsanwalt im Piscataquis County. Politisch wurde Rice Mitglied der 1854 gegründeten Republikanischen Partei. Im Jahr 1856 war er Delegierter zur Republican National Convention in Philadelphia, auf der John Charles Frémont als erster Präsidentschaftskandidat der Partei nominiert wurde.
1860 wurde Rice im fünften Wahlbezirk von Maine in das US-Repräsentantenhaus in Washington, D.C. gewählt, wo er am 4. März 1861 die Nachfolge von Stephen Coburn antrat. Nachdem er in den Jahren 1862 und 1864 im vierten Distrikt erneut in den Kongress gewählt worden war, konnte er dort bis zum 3. März 1867 drei zusammenhängende  Legislaturperioden absolvieren. Am 4. März 1863 löste er Anson Morrill ab, der bis dahin den vierten Bezirk von Maine im Repräsentantenhaus vertreten hatte. Rices Zeit im Kongress war vom Bürgerkrieg und dessen Folgen überschattet. Im Jahr 1865 wurde der 13. Verfassungszusatz ratifiziert, der die Sklaverei abschaffte. Seit 1863 war Rice Vorsitzender des Ausschusses für öffentliche Liegenschaften.
Im Jahr 1866 lehnte John Rice eine erneute Kandidatur für den Kongress ab. Bis 1871 war er bei der Zollbehörde im Hafen von Bangor tätig. Dann zog er in die Bundeshauptstadt Washington, wo er zwölf Jahre lang als Rechtsanwalt praktizierte. 1884 zog er nach New York City. Dort praktizierte er bis 1899 weiterhin als Anwalt. Im Mai 1899 zog er nach Chicago, wo er seinen Lebensabend verbrachte. Dort ist er am 14. März 1911 im Alter von 95 Jahren verstorben.